# Glyphicnemis satoi
Glyphicnemis satoi är en stekelart som först beskrevs av Tohru Uchida 1930.  Glyphicnemis satoi ingår i släktet Glyphicnemis och familjen brokparasitsteklar. Inga underarter finns listade i Catalogue of Life.